# Моляков, Дмитрий Степанович
Дмитрий Степанович Моляков (1913—2001) — советский учёный, доктор экономических наук, профессор.
Автор многих трудов, включая монографии.

## Биография
Родился 26 октября 1913 года.
В 1936 году окончил Ленинградский финансово-экономический институт (ныне Санкт-Петербургский государственный экономический университет), после чего работал в органах финансовой системы, занимал должность начальника управления финансирования промышленности Минфина РСФСР.
С 1963 года преподавал в Московском финансовом институте (МФИ, ныне Финансовый университет при Правительстве РФ), где в 1973—1988 годах возглавлял кафедру «Финансы отраслей народного хозяйства и финансирование капитальных вложений». В 1988 году Моляков перешёл на работу профессором этой же кафедры, а с 1999 года стал профессором-консультантом консультационного совета при ректоре Финансовой академии.
В 1970-е годы при участии Молякова были изданы коллективные монографии «Финансы и эффективность общественного производства», «Повышение эффективности общественного производства и совершенствование финансово-кредитных отношений», «Оборотные средства капитального строительства». В 1980-х годах он был членом президиума Научно-методического совета по финансам, кредиту и бухгалтерскому учёту Минфина СССР, членом Ученого совета Научно-исследовательского финансового института Минфина СССР. Под его руководством в 1980–1990 годах были подготовлены учебники и учебные пособия «Финансы предприятий и отраслей народного хозяйства», «Финансы отраслей народного хозяйства», «Финансирование и кредитование капитальных вложений», «Финансы отраслей народного хозяйства».
Профессор Д.С. Моляков стал автором утвержденной Минвузом СССР программы по курсу «Финансы отраслей народного хозяйства», а также организатором и соавтором внутривузовских программ по всем учебным курсам, объединяемым кафедрой. Учебники, программы и учебные пособия, подготовленные под руководством и участии Молякова, являлись базовыми при подготовке специалистов по финансам и кредиту и использовались другими вузами страны. Дмитрий Степанович Моляков руководил аспирантами, развивал связи МФИ с другими финансово-экономическими вузами страны, а также с учеными и преподавателями из Болгарии, Венгрии, Польши, Чехословакии. За период руководства им кафедрой было подготовлено 78 кандидатов экономических наук.
Умер 5 марта 2001 года.

## Заслуги
- За достижения в научной и педагогической деятельности Д. С. Молякову в 1983 году было присвоено почетное звание «Заслуженный деятель науки РСФСР». Был награждён орденом «Знак Почета» и медалями, в числе которых две медали «За трудовую доблесть»[1].
- Решением общего собрания Академии экономических наук и предпринимательской деятельности России 5 апреля 1993 года Моляков был утвержден членом-корреспондентом Академии по отделению финансов и экономики сферы обслуживания.